# Zorochros kourili
Zorochros kourili là một loài bọ cánh cứng trong họ Elateridae. Loài này được Roubal miêu tả khoa học năm 1936.